# Instituto Carlos Chagas
O Instituto Carlos Chagas (ICC/Fiocruz Paraná) é uma unidade técnico-científica da Fundação Oswaldo Cruz (Fiocruz) localizada no campus do Instituto de Tecnologia do Paraná (Tecpar), na Cidade Industrial de Curitiba. O ICC foi criado em março de 2008, no contexto do projeto de nacionalização da Fiocruz. Anteriormente, a Fundação já desenvolvia atividades em parceria com o governo do Paraná, através do Instituto de Biologia Molecular do Paraná (IBMP), fundado em 1999.

## Laboratórios
- Laboratório de Biologia Celular
- Laboratório de Biologia Estrutural e Engenharia de Proteínas
- Laboratório de Biologia Básica de Células-Tronco
- Laboratório de Regulação da Expressão Gênica
- Laboratório de Virologia Molecular
- Laboratório de Biologia Molecular e Sistêmica de Tripanossomatídeos
- Laboratório de Ciências e Tecnologias Aplicadas em Saúde
- Laboratório de Proteômica Estrutural e Computacional
- Laboratório de Pesquisa em Apicomplexa[3]